# Megacles de Siracusa
Megacles de Siracusa (en griego antiguo: Μεγακλῆς) fue hijo de Dion de Siracusa, y yerno de Dionisio I. Inicialmente fue uno de los máximos soportes de Dionisio, pero con el tiempo se desencantó y siguió a Dion en su huida a Siracusa en 358 a. C.
Después participó en la expedición a Sicilia en la que Dion se apoderó de Siracusa, le acompañó en su entrada triunfal en la ciudad, y fue asociado al mando. Con posterioridad no se le menciona en las fuentes.